# ダートフォードFC
ダートフォード・フットボールクラブ（Dartford Football Club）はイングランド、ケント州、ダートフォードを本拠地とするサッカークラブチームである。2021-2022シーズンはナショナルリーグ・サウス（6部相当）に所属。

## タイトル

### 国内タイトル
- イスミアンリーグ・プレミアディヴィジョン:1回

2009-2010
- イスミアンリーグ・ディヴィジョン1・ノース:1回

2007-2008
- サウザンリーグ・ディヴィジョン2:1回

1896-1897
- サウザンリーグ・イースタンセクション:2回

1930-1931,1931-1932
- サウザンリーグ・プレミアディヴィジョン:2回

1973-1974,1983-1984
- サウザンリーグ・サウザンディヴィジョン:1回

1980-1981
- サウザンリーグ・リーグカップ:3回

1976-1977,1987-1988,1988-1989
- サウザンリーグ・チャンピオンシップマッチ:3回

1983-1984,1987-1988,1988-1989
- ケント・シニアカップ:9回

1930-1931,1931-1932,1932-1933,1934-1935,1946-1947
1967-1970,1972-1973,1986-1987,1987-1988
- ケント・シニアトロフィー:1回

1995-1996
- ケントリーグ・リーグカップ:1回

1924-1925
- ケントリーグ・チャレンジマッチ:1回

1973-1974

### 国際タイトル
- なし

## 歴代所属選手
- ジミー・ブラード 1997-1998
- マーカス・ベッティネッリ 2012-2013
- ジェイソン・ブラウン 2014-2015